# Laura Bay Conservation Park
Laura Bay Conservation Park är en park i Australien. Den ligger i delstaten South Australia, omkring 530 kilometer nordväst om delstatshuvudstaden Adelaide.
Trakten runt Laura Bay Conservation Park är nära nog obefolkad, med mindre än två invånare per kvadratkilometer.. Närmaste större samhälle är Ceduna, omkring 20 kilometer nordväst om Laura Bay Conservation Park.
Omgivningarna runt Laura Bay Conservation Park är i huvudsak ett öppet busklandskap. Stäppklimat råder i trakten. Genomsnittlig årsnederbörd är 309 millimeter. Den regnigaste månaden är juni, med i genomsnitt 58 mm nederbörd, och den torraste är oktober, med 7 mm nederbörd.